# Empire Earth (sê-ri trò chơi)
Empire Earth là một sê-ri trò chơi máy tính thuộc thể loại chiến lược thời gian thực (RTS) do hãng Stainless Steel Studios và Mad Doc Software phát triển, Sierra Entertainment, Activision và Vivendi phát hành. Các bản trong sê-ri đều là những game RTS dựa trên lịch sử tương tự như sê-ri Age of Empires. Rick Goodman, người đã thiết kế Empire Earth và Empires: Dawn of the Modern World, là một trong những nhà thiết kế chính của Age of Empires. Các phiên bản của sê-ri sử dụng engine Titan và Titan 2.0 đã được bán lại sau khi Stainless Steel Studios đóng cửa.

## Các phiên bản
Phiên bản đầu tiên của sê-ri là Empire Earth, được phát hành vào năm 2001. Do hãng Stainless Steel Studios phát triển và Sierra Entertainment phát hành. Trò chơi được đánh giá cao về lối chơi có chiều sâu và nhận được nhiều lời khen ngợi tích cực. Hơn hai triệu bản được bán ra đủ để nhà sản xuất tung thêm một bản mở rộng và một số phần tiếp theo của game. Empire Earth bao gồm 14 kỷ nguyên trải dài suốt 500.000 năm lịch sử nhân loại với 21 quốc gia thuộc các nền văn minh lớn qua mỗi thời kỳ riêng biệt. Ngoài ra, Empire Earth còn được phát triển thành phiên bản trên điện thoại di động vào năm 2005.
Empire Earth: The Art of Conquest phát hành vào năm 2002, là bản mở rộng cho phiên bản Empire Earth đầu tiên. Bản mở rộng bổ sung thêm nhiều chiến dịch và các tính năng mới cho trò chơi, nhưng chỉ nhận được sự đón nhận đầy tiêu cực vì có nhiều lỗi nhỏ chưa bao giờ được Mad Doc Software giải quyết triệt để. Phiên bản mở rộng được phát hành vào năm 2002, ngay sau khi phát hành Empire Earth và trước khi phát hành Empires: Dawn of the Modern World.
Empires: Dawn of the Modern World nói về mặt ngữ nghĩa không phải là phần tiếp theo của Empire Earth, phiên bản này được phát hành vào năm 2003 và đôi khi được gọi là phiên bản tiếp theo về mặt tinh thần của Empire Earth. Trò chơi cũng được thiết kế bởi Rick Goodman và đội ngũ Stainless Steel Studios, nhìn chung game là một bước lùi so với bản Empire Earth đầu tiên. Empires: Dawn of the Modern World phần nhiều được rút gọn hơn, với 1.000 năm lịch sử nhân loại và chỉ có chín nền văn minh. Mặc dù vậy, game được ca ngợi tích cực như một RTS tốt, nhưng không có tính sáng tạo nào đột phá.
Empire Earth II được phát hành vào năm 2005, hai năm sau Empires: Dawn of the Modern World. Empire Earth II do Mad Doc Software phát triển và Vivendi phát hành. Kể từ khi Stainless Steel Studios bỏ lại dự án phát triển Empires: Dawn of the Modern World. Empire Earth II sử dụng đồ họa và hiệu ứng thời tiết đã được chỉnh sửa, nhưng vẫn giữ lại những cảm nhận của phiên bản Empire Earth ban đầu. Trò chơi nhận được sự đánh giá tương đối tốt (trung bình khoảng 79% theo Metacritic), thấp hơn một chút so với bản Empire Earth đầu tiên và Empires: Dawn of the Modern World.
Empire Earth II: The Art of Supremacy được phát hành vào năm 2006 và là một bản mở rộng cho Empire Earth II. Bản mở rộng bổ sung thêm nhiều chiến dịch, phe phái, đơn vị, và các tính năng mới so với bản Empire Earth II. Tuy nhiên, trò chơi bị đánh giá tồi tệ hơn phiên bản mở rộng của người tiền nhiệm và được coi là xấu vì thiếu sự đổi mới với chiến dịch mới trong game.
Empire Earth III, viết tắt EE3, là tựa game chiến lược thời gian thực do Mad Doc Software phát triển và Vivendi Universal phát hành vào năm 2007 chỉ nhận được lời phê bình thậm tệ trái ngược hẳn với người tiền nhiệm.
Empire Earth Mobile là tựa game chiến lược theo lượt (TBS) theo phong cách của Civilization do hãng Vivendi phát triển và Wonderphone phát hành. Game khá nhỏ so với bất kỳ phiên bản nào khác trong sê-ri, chỉ với bốn thời đại và các tính năng cô đọng khác.

## Tiếp thị
Dòng tựa sê-ri dành cho tiếp thị (mà cũng là lời tuyên bố kết thúc với một đoạn phim trong game khi đang nạp dữ liệu trong Empire Earth) là: 
'Thiên sử thi' là một từ quá nhỏ

cũng như những game có sự đa dạng kỷ nguyên riêng biệt.

## Kết thúc

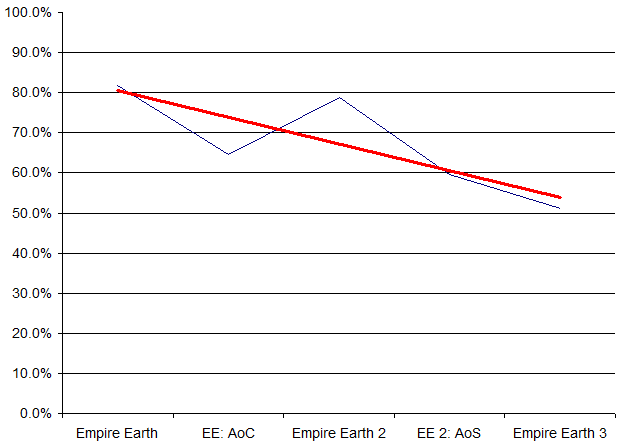
Sự suy giảm các đánh giá cho từng phiên bản, đường kẻ xu hướng được hiển thị màu đỏ.

Sê-ri Empire Earth đã kết thúc với việc phát hành Empire Earth III, phiên bản chỉ nhận được sự đánh giá phần lớn ở mức tiêu cực và trung bình cùng sự chỉ trích dữ dội từ người hâm mộ của sê-ri. Bất kỳ tàn dư nào của game đều bị xóa bỏ từ trang web chính thức của Mad Doc Software. Ngày 1 tháng 11 năm 2008, phần hỗ trợ mục chơi mạng dành cho Empire Earth, Empire Earth: The Art of Conquest và Empire Earth II đã bị bỏ rơi. Chỉ để lại mỗi Empire Earth II: The Art of Supremacy, Empire Earth III và Empires: Dawn of the Modern World với các máy chủ phần chơi mạng.
Phần chơi mạng của Empires: Dawn of the Modern World đã không còn thực sự hiệu nghiệm phần nhiều do lỗi và trục trặc đã không được nhà phát triển sửa chữa. Hoạt động trực tuyến tiếp tục giảm đi trên Empire Earth II: The Art of Supremacy và Empire Earth III do thiếu cập nhật và hỗ trợ.

## Đón nhận
Empire Earth, phiên bản đầu tiên trong sê-ri được đón nhận khá tốt từ giới phê bình, cỡ trung bình 82% xét về tổng thể. Empire Earth II đã không được hay như người tiền nhiệm của nó, chỉ với ở mức trung bình 79%. Các bản mở rộng đều được đánh giá tầm thường lúc tốt nhất, với bản Conquest trung bình điểm 66% và bản Supremacy điểm trung bình 61%. Empires: Dawn of the Modern World được đánh giá gần gũi với Empire Earth hơn so với bất cứ thứ gì khác trong dòng game, với mức trung bình 81%. Empire Earth Mobile điểm trung bình khoảng 77%. Empire Earth III thì kém hơn, trung bình với số điểm nhấn là 4,8 theo GameStats. 